# Architetto del software
Si definisce architetto del software (dall'inglese Software Architect) colui che nella progettazione dei sistemi informatici è in grado di produrre una progettazione ad alto livello, includendo standard di codifiche, di ambienti e meccanismi d'automazione.
Il concetto di architetto del software è nato con l'utilizzo della programmazione orientata ad oggetti (OOP), a cavallo tra gli anni 90 e il 2000.